# Pallacanestro Trieste
Societe Pallacanestro Trieste je košarkaški klub iz Trsta, Italija, osnovan 1975. godine. 

## Uspjesi
Kup Radivoja Koraća
- Finalist: 1994.

Talijanski kup
- Finalist: 1995.

## Nazivi kluba
- Lloyd Trieste (1974. – 75.)
- Hurlingham Trieste (1976. – 81.)
- Oece Trieste (1981. – 82.)
- Bic Trieste (1982. – 84.)
- Stefanel Trieste (1984. – 94.)
- Illy Caffè Trieste (1994. – 96.)
- Genertel Trieste (1996. – 98.)
- Lineltex Trieste (1997. – 99.)
- Telit Trieste (1999. – 01.)
- Coop Nordest Trieste (2001. – 02., 2003. – 04.)
- Acegas Trieste (2002. – 03.)
- Pallacanestro Trieste 2004
- Acegas A.P.S. Trieste